# Gnomidolon glabratum
Gnomidolon glabratum es una especie de escarabajo longicornio del género Gnomidolon, categorizada en la tribu Hexoplonini, de la subfamilia Cerambycinae. Fue descrita por Martins en 1962.

## Descripción
Mide 12-13 mm de longitud.

## Distribución
Se distribuye por Brasil y Colombia.